# Benoitodes sanctaehelenae
Espèce
Synonymes
- Drassodes sanctaehelenae Strand, 1909

Benoitodes sanctaehelenae est une espèce d'araignées aranéomorphes de la famille des Gnaphosidae.

## Distribution
Cette espèce est endémique de l'île de Sainte-Hélène.

## Description
La femelle holotype mesure 12 mm.
Le mâle décrit par Sherwood et al. en 2024 mesure 7,3 mm.

## Systématique et taxinomie
Cette espèce a été décrite sous le protonyme Drassodes sanctaehelenae par Strand en 1909. Elle est placée dans le genre Actaeodes par Benoit en 1977. Le nom Actaeodes Benoit, 1977 étant préoccupé par Actaeodes Dana, 1851, il est remplacé par Benoitodes par Platnick en 1993.

## Étymologie
Son nom d'espèce lui a été donné en référence au lieu de sa découverte, l'île de Sainte-Hélène.

## Publication originale
- Strand, 1909 : « Spinnentiere von Südafrika und einigen Inseln gesammelt bei der deutschen Südpolar-Expedition. » Deutsche Südpolar-Expedition 1901-1905. Berlin, sér. 10, vol. 5, p. 541-596.